# باهرة رمادية
باهرة رمادية (الاسم العلمي: Agave grisea) هي نوع من النباتات تتبع جنس الباهرة من الفصيلة الهليونية.